# سرحا
سرحا قرية سورية تتبع ناحية السعن في منطقة سلمية في محافظة حماة. بلغ عدد سكانها 644 نسمة في عام 2004 حسب إحصاء المكتب المركزي للإحصاء.

## وصلات خارجية
- الوحدات الإدارية في محافظة حماة